# 蘇霍納河
60°01′25″N 43°02′31″E / 60.02352250000001°N 43.0418944°E
蘇霍納河是俄羅斯的河流，屬於北德維納河的支流，河道全長558公里，流域面積50,300平方公里，發源自沃洛格達州庫邊斯科耶湖，主要向東北方向流，最終在大烏斯秋格與尤格河匯流成為北德維納河。
蘇霍納河在10月至5月受冰封，沿途小鎮包括索科爾和托季馬。